# Brent Emery
Brent Emery (* 15. September 1957 in Milwaukee) ist ein ehemaliger US-amerikanischer Radrennfahrer und nationaler Meister im Radsport.

## Sportliche Laufbahn
Emery war Teilnehmer der Olympischen Sommerspiele 1984 in Los Angeles. Er gewann mit Steve Hegg, Leonard Nitz, Pat McDonough und David Grylls in der Mannschaftsverfolgung die Silbermedaille.
1973 begann er mit dem Radsport. 1980 gewann er den nationalen Titel im 1000-Meter-Zeitfahren vor Leonard Nitz, den er 1982 verteidigen konnte. Den Meistertitel im Punktefahren sicherte er sich 1983. Bei den Panamerikanischen Spielen 1983 gewann er die Goldmedaille in der Mannschaftsverfolgung. 
Auf der Straße gewann er 1981 eine Etappe der Chile-Rundfahrt.

## Berufliches
Emery eröffnete nach seiner Laufbahn einen Fahrradgroßhandel in seiner Heimatstadt. Mit seinem Bruder eröffnete er die „Emery's Cycling, Triathlon & Fitness Shops“ in Milwaukee.